# ویگانو سن مارتینو
ویگانو سن مارتینو (به ایتالیایی: Vigano San Martino) یک کومونه در ایتالیا است که در استان برگامو واقع شده‌است.

## خصوصیات
ویگانو سن مارتینو ۳٫۶ کیلومترمربع مساحت و ۱٬۰۶۸ نفر جمعیت دارد و ۳۶۳ متر بالاتر از سطح دریا واقع شده‌است.